# 푸른새벽
푸른새벽은 대한민국의 인디 드림 팝 듀오 밴드이다. 2003년 앨범 《Bluedawn》으로 데뷔하였다. 2006년 《보옴이 오면》을 발표하고, 해체를 발표하였으나, 6년만인 2012년 작가 김연수와 함께 앨범 《Blue Christmas》을 발표했다.

## 멤버
- 한희정 (더니, dawny) - 보컬, 어쿠스틱 기타
- 정상훈(1977) (쏘로, ssoro) - 일렉트릭 기타, 보컬

dawny와 ssoro는 각자의 PC 통신 아이디에서 따온 것이다.

## 음반 목록

### 정규 음반
- 《Bluedawn》(카바레 사운드) - 2003년
- 《보옴이 오면》(파스텔 뮤직) - 2006년

### EP
- 《Submarine Sickness + Waveless》(파스텔 뮤직) - 2005년
- 《Blue Christmas》- 2012년